# Nghê Chí Phúc
Nghê Chí Phúc (tiếng Trung: 倪志福; Wade-Giles: Ni Chih-fu; tháng 5 năm 1933 - 24 tháng 4 năm 2013) là một kỹ sư, nhà phát minh, và chính trị gia cấp cao của Trung Quốc. Khi ông làm công nhân kỹ thuật trong thập niên 1950, ông đã phát minh ra "khoan Nghê Chí Phúc" mà ông giành được một bằng sáng chế và được vinh danh "lao động kiểu mẫu". Trong cuộc Cách mạng Văn hóa, ông đã được thăng cấp lên vị trí lãnh đạo trong chính quyền thành phố Bắc Kinh và trở thành ủy viên dự khuyết Bộ Chính trị. Do ông đã không có mối quan hệ thân thiết với Tứ nhân bang, nên sự nghiệp của ông tiếp tục thăng tiến khi Tứ nhân bang bị hạ bệ vào cuối của cuộc Cách mạng Văn hóa vào năm 1976. Ông đã trở thành một ủy viên của Bộ Chính trị, sau đó là Phó bí thư Thành ủy Thượng Hải, Chủ tịch Tổng công hội Toàn quốc Trung Quốc (Công đoàn), Tổng Bí Thành ủy của Thiên Tân, và Phó Chủ tịch Quốc hội Trung Quốc.

## Thời trẻ và sáng chế
Nghê Chí Phúc sinh ra tại Thượng Hải tháng 5 năm 1933, và trở thành một người học việc tại Nhà máy Đức Thái Thượng Hải vào năm 1950. Tháng 6 năm 1953, ông đã được điều sang Nhà máy quốc doanh 618 (còn được gọi là Nhà máy Máy móc Vĩnh Định) ở Bắc Kinh để làm thợ lắp ráp . Trong thời gian công tác tại nhà máy này, ông đã phát minh ra "khoan Nghê Chí Phúc" , giúp tăng cường hiệu suất và tuổi thọ của cuộc khoan, và cho đó ông sau đó đã được cấp bằng sáng chế. Ông gia nhập Đảng Cộng sản Trung Quốc vào năm 1958 và được đặt bầu chọn "lao động kiểu mẫu" quốc gia vào năm 1959. Ông được thăng chức phó chánh kỹ sư của Nhà máy 618 vào năm 1965, và sau đó là chánh kỹ sư .

## Cách mạng văn hóa
Nghê Chí Phúc là một người hưởng lợi lớn từ Cách mạng Văn hóa, nhưng không giống như nhiều người ủng hộ Bè lũ bốn tên, việc thăng tiến của ông là nhờ đóng góp cá nhân cho sản xuất. Năm 1969, Nghê đã trở thành ủy viên của Ủy ban Trung ương lần thứ 9 của Đảng cộng sản Trung Quốc, và vào năm 1973, khi một phần ba của Ủy ban Trung ương lần thứ 10 là công nhân và nông dân, Nghê đã trở thành thành viên dự khuyết Bộ Chính trị thứ 10, một trong bốn người đại diện cho "quần chúng" trong Bộ Chính trị. Ông cũng làm bí thư và phó giám đốc của Ủy ban cách mạng Bắc Kinh từ năm 1973 đến năm 1976. Ông được cho là gần gũi hơn với các quan chức Đảng Cộng sản hơn Bè lũ bốn tên, và nhiều khả năng đã cố gắng để kiểm soát ảnh hưởng của Bè lũ bốn tên trong lực lượng dân quân và công đoàn của thủ đô, cả hai đều ở dưới quyền của ông.

## Sau cách mạng văn hóa
Khi Bè lũ bốn tên bị bắt vào cuối của cuộc Cách mạng Văn hóa năm 1976, Nghê đã được phái đến Thượng Hải để tiếp nhận lực lượng dân quân và công đoàn của thành phố, các lực lượng lúc đó đã được đặt dưới sự kiểm soát của Vương Hồng Văn, một thành viên của Bè lũ bốn tên. Ông cũng đã được bổ nhiệm Bí thư Đảng lần thứ hai (Phó Bí thư) của Thượng Hải. Sau đó ông được điều chuyển trở lại Bắc Kinh vào năm 1977 để giữ cương vị Bí thư thứ hai của thủ đô. Cùng năm đó, ông được bầu làm ủy viên của Bộ Chính trị khóa 11.
Tại đại hội lần thứ 9 Công đoàn Trung Quốc trong năm 1978, Nghê Chí Phúc được bầu làm Chủ tịch Tổng hội Toàn quốc (Công đoàn), được xem như là một sự thay đổi đáng chú ý một phần vì tuổi ông còn tương đối trẻ. Ông đã giữ cương vị Chủ tịch Công đoàn Trung Quốc trong 3 nhiệm kỳ liên tiếp, cho đến năm 1993, và đã được tái bầu vào Bộ Chính trị khóa 12 vào năm 1982. Từ tháng 10 năm 1984 đến tháng năm 1987, ông đồng thời giữ chức Bí thư Thị ủy Thiên Tân. Từ năm 1988-1998 ông giữ chức Phó Chủ tịch Quốc hội Trung Quốc. Năm 1999, ông trở thành Chủ tịch của Hiệp hội các nhà phát minh của Trung Quốc, cơ quan ông đã đồng sáng lập vào năm 1985. Ông được bầu vào Ủy ban Trung ương Đảng cộng sản Trung Quốc bảy nhiệm kỳ liên tiếp, từ khóa 9 năm 1969 cho đến khi cuối khóa 15 vào năm 2002.
Ông qua đời vì bệnh ngày 24/4/2013 tại Bắc Kinh.